# Oak Ridge (Tennessee)

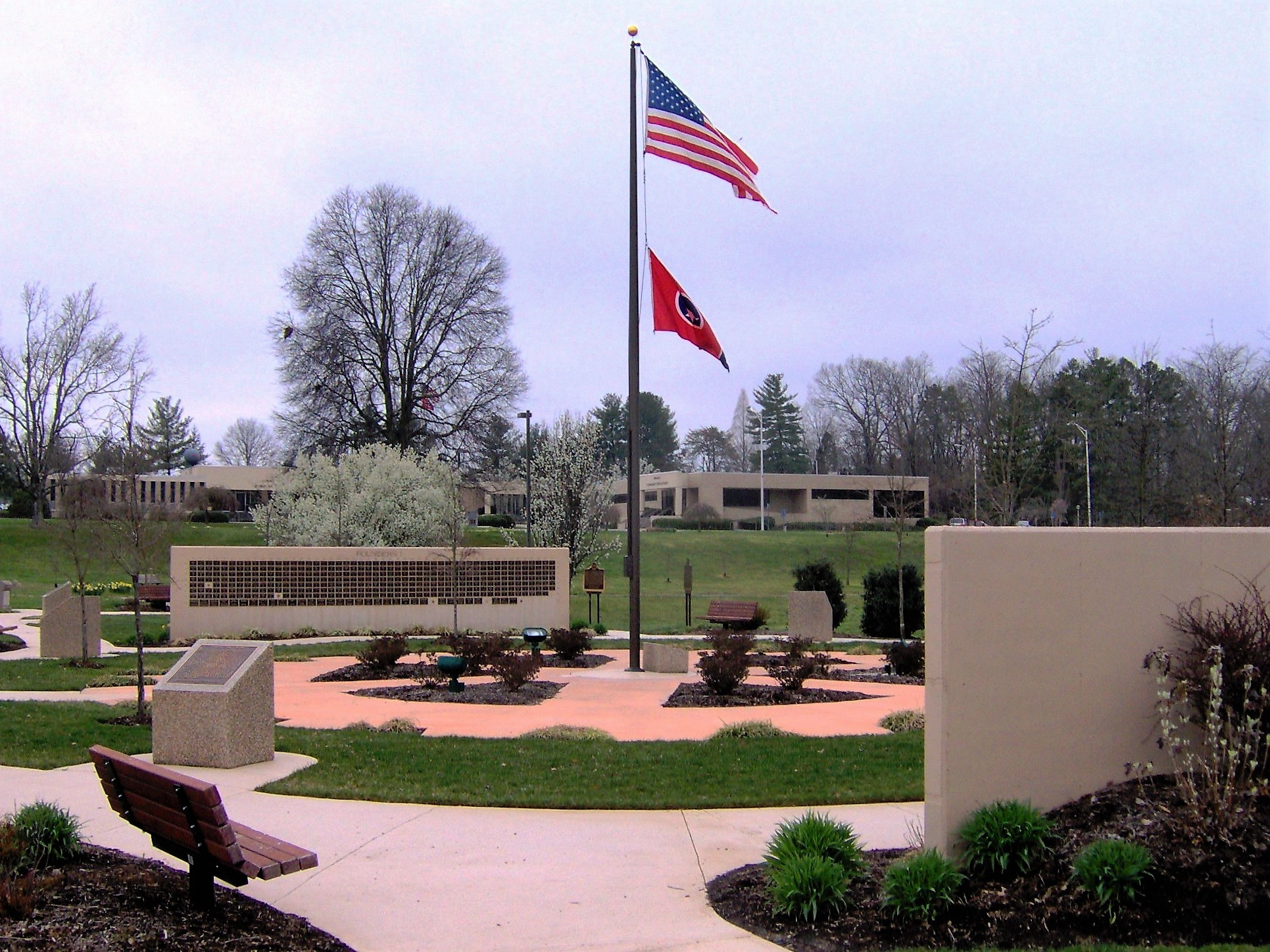
Monument commemoratiu d'Oak Ridge

Oak Ridge és una ciutat dels Estats Units a l'estat de Tennessee. L'any 2000 tenia una població d'uns 27.000 habitants. Forma part de les entitats metropolitanes de Knoxville i Harriman.
Té el sobrenom de Ciutat Atòmica o Ciutat Secreta, ja que a començaments de la dècada de 1940 s'hi establí una base per desenvolupar el Projecte Manhattan que desembocaria en la construcció de la primera bomba atòmica. La indústria nuclear és una font bàsica d'ocupació laboral d'aquesta ciutat encara actualment.
Hi té la seu l'Oak Ridge National Laboratory (ORNL), laboratori especialitzat en recerca nuclear, on hi ha la supercomputadora Jaguar.

## Història
La primera ocupació pels indis americans va ser aproximadament cap a l'any 1000 aC. 

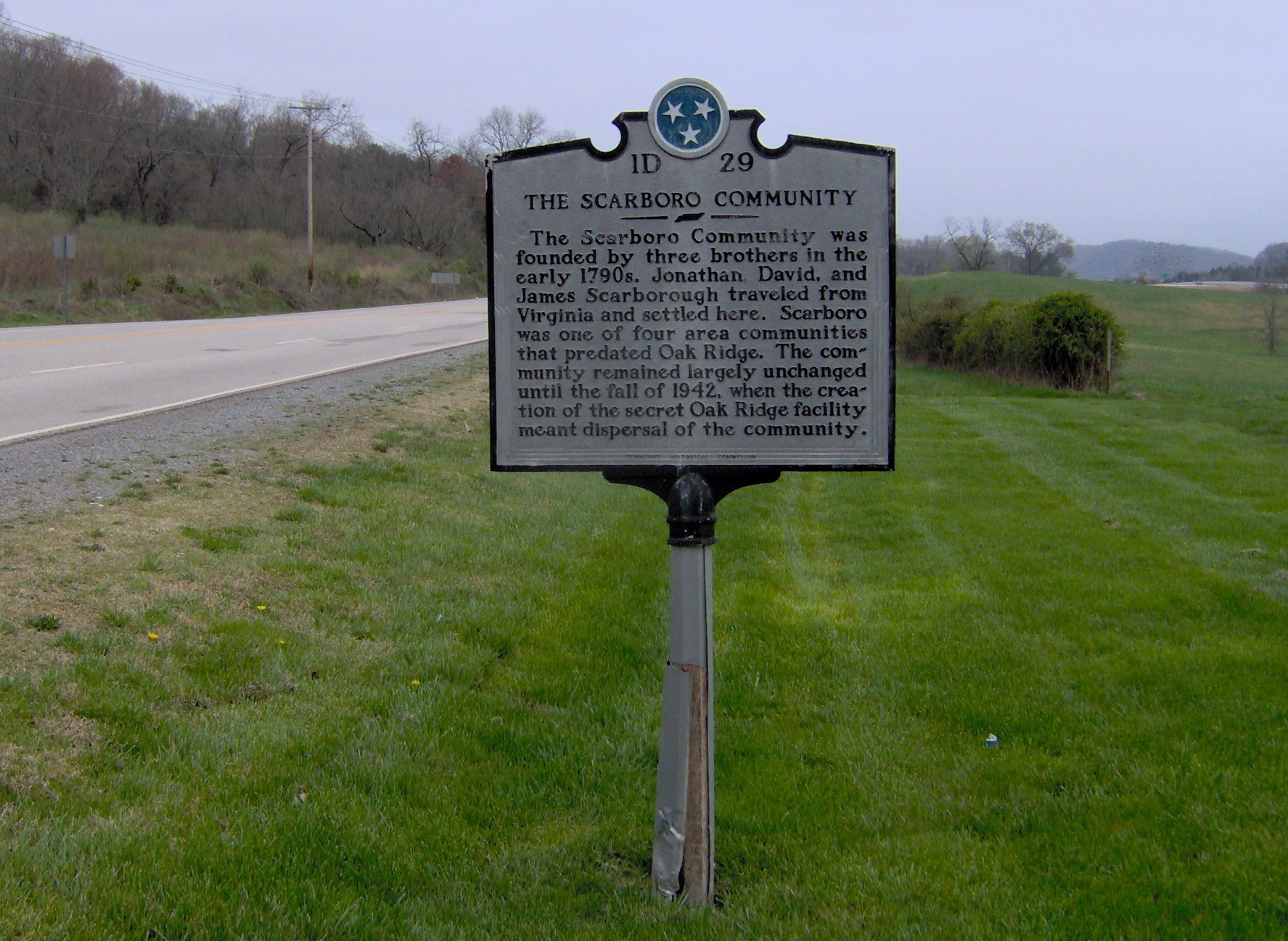
Comunitat de Scarboro, un dels primers assentaments de colons

A començaments del segle xix hi havia comunitats rurals d'immigrants europeus. Els primers colons hi arribaren cap 1790 quan els Cherokee signaren el Tractat de Holston en el qual cedien l'actual comtat administratiu d'Anderson als Estats Units.
L'octubre de 1942, el cos d'enginyers de l'exèrcit dels Estats Units va adquirir la zona d'Oak Ridge pel projecte Manhattan i van evacuar forçosament part de la ciutat.

## Personatges famosos nascuts a Oak Ridge
- Megan Fox, actriu